# Cahill Expressway
Der Cahill Expressway ist eine Stadtautobahn im Zentrum von Sydney im Osten des australischen Bundesstaates New South Wales. Er verbindet den Eastern Distributor in Woolloomooloo mit dem Bradfield Highway und dem Western Distributor im Stadtzentrum von Sydney, bzw. mit dem Warringah Freeway in North Sydney.

## Geschichte

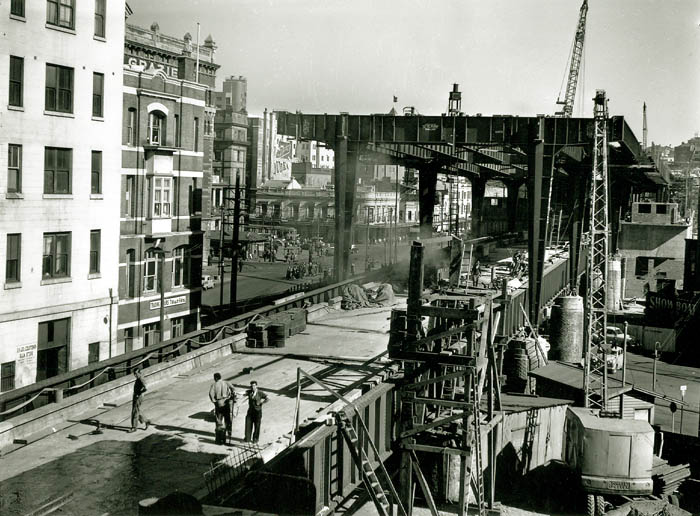
Der Cahill Expressway im Bau (1955)

Der Cahill Expressway ist der erste wirkliche Freeway, der in Sydney gebaut wurde. Die Straße wurde nach dem damaligen Premierminister von New South Wales, John Joseph Cahill, benannt, der auch den Bau des Sydney Opera House veranlasste.
Die Schnellstraße wurde zuerst 1945 als Teil eines ganzen Schnellstraßensystems für Sydney vorgeschlagen. Bereits bei der öffentlichen Bekanntgabe der Pläne 1948 begannen die Proteste mit der Bildung des Quay Planning Protest Committee. Trotz der Einsprüche begann der Bau des in Hochlage erstellten Westabschnittes der Straße 1955. Die Kosten wurden von der Stadt Sydney und dem Staat New South Wales gemeinsam getragen und am 24. März 1958 konnte dieser Teil der Strecke eröffnet werden.
Fast unmittelbar anschließend begann man mit dem Bau des abgesenkten, südöstlichen Streckenabschnittes, der dann am 1. März 1962 dem Verkehr übergeben wurde.
Auf dem Cahill Expressway wurden die Marathonläufe der Olympischen Sommerspiele 2000 ausgetragen.

## Verlauf
Die Schnellstraße beginnt am nördlichen Ende des Eastern Distributor (Met-1) in Woolloomooloo und führt in Tieflage zwischen dem Stadtpark The Domain und dem Botanischen Garten nach Nordwesten, tritt in einen Tunnel ein und verläuft am Westrand des Botanischen Gartens nach Norden. Von dieser Stelle aus setzt der Sydney-Harbour-Tunnel den Weg nach Norden fort, neben dem Sydney Opera House unter dem Hafen hindurch nach North Sydney.
Der Cahill Expressway biegt scharf nach Westen ab und verläuft in Hochlage am Circular Quay entlang. 300 m weiter westlich trifft er auf den Western Distributor (Met-4) und den Bradfield Highway (Met-1), der nach Norden über die Sydney Harbour Bridge führt. Parallel zum Bradfield Highway verlaufen auch zwei Fahrspuren des Cahill Expressway (Fahrtrichtung Süden) über die Brücke und enden am Warringah Freeway (Met-1) in North Sydney.

## Bedeutung
Der Cahill Expressway stellt zusammen mit seinen Anschlussstraßen eine wichtige, kreuzungsfreie Verbindung zwischen dem Kingsford Smith International Airport und den nördlichen Stadtvierteln dar. Seit dem Bau des Sydney-Harbour-Tunnels 1992 hat sich das Verkehrsaufkommen auf dem westlichen Streckenabschnitt halbiert.
Bei den Bewohnern von Sydney ist der Expressway nicht sonderlich beliebt, da er nicht schön aussieht und die Innenstadt Sydneys vom Hafen trennt.

## Ausbauzustand
Der westliche Streckenabschnitt entlang des Circular Quay ist doppelstöckig ausgeführt. Auf dem oberen Deck fließt der Straßenverkehr und auf dem unteren ist der Bahnhof eingebaut. Von dort gelangt man leicht zu Fuß zum Sydney Opera House und zum Botanischen Garten. Die Fahrbahnen Richtung Westen sind unter dem Western Distributor hindurchgeführt und bilden dann eine Spirale um das Observatorium von Sydney und führen auf den Bradfield Highway über die Sydney Harbour Bridge.
Der Expressway ist mit einem Fußweg ausgestattet, von dem aus man einen guten Blick auf die Sydney Harbour Bridge und die Innenstadt hat. Der Fußweg kann über eine Treppe an der Macquarie Street oder einen Aufzug im Bahnhof Circular Quay erreicht werden. Er ist mit dem Fußweg über die Sydney Harbour Bridge verbunden. Am Silvesterabend ist der freie Zugang gesperrt und die Straßenverkehrsbehörde verlost Eintrittskarten für Besucher, die das Feuerwerk im Hafen beobachten wollen.

## Gemälde von Jeffrey Smart
Eine der berühmtesten Arbeiten des australischen Künstlers Jeffrey Smart ist das 1962 entstandene Gemälde „Cahill Expressway“, das eine stilisierte Ansicht des Tunnels und seiner Zufahrtsstraßen mit nur einer einzigen Person am Bildrand zeigt. Das Gemälde zeigt eine Entfremdung, die viele spüren, wenn sie mit der Infrastruktur großer Autobahnen in Kontakt kommen, insbesondere, wenn diese sich in unmittelbarer Nachbarschaft zu Fußgängerbereichen befinden.

## Kreuzungen und Anschlüsse
| Cahill Expressway                                                                 |                                           |                                                           |                                                                                  |
| Anschlüsse Richtung Nordwesten                                                    | Entfernung zur Sydney Harbour Bridge (km) | Entfernung zum Kingsford Smith International Airport (km) | Anschlüsse Richtung Südosten                                                     |
| Ende Cahill Expressway weiter als Bradfield Highway nach North Sydney / Newcastle | 1                                         | 13                                                        | Beginn Cahill Expressway vom Bradfield Highway                                   |
| Newcastle, Brisbane Sydney Harbour Tunnel                                         | 2                                         | 12                                                        | Stadtzentrum Sydney Conservatorium Road                                          |
| TUNNEL                                                                            | 2,2                                       | 11,8                                                      | TUNNEL                                                                           |
| Stadtzentrum Sydney Macquarie Street                                              | 2.5                                       | 11,5                                                      | keine Ausfahrt                                                                   |
| TUNNEL                                                                            | 3                                         | 11                                                        | TUNNEL                                                                           |
| Beginn Cahill Expressway weiter vom Eastern Distributor                           | 3                                         | 11                                                        | Potts Point, Woolloomooloo Cowper Wharf Roadway / Sir John Young Crescent        |
| Beginn Cahill Expressway weiter vom Eastern Distributor                           | 3                                         | 11                                                        | Ende Cahill Expressway weiter als Eastern Distributor nach Wollongong / Canberra |